# Demonym
Et demonym (fra det græske demos: befolkning) er en retorisk betegnelse for befolkningen eller et enkelt medlem af den inden for et bestemt geografisk område som et land eller en by. Et demonym er oftest afledt af det tilhørende toponym, hvilket kan ses i Danmark, hvor befolkningen kaldes danskere og i København, hvor befolkningen kaldes københavnere.
Betegnelsen "demonym" blev opfundet i 1997 af amerikaneren Paul Dickson og er omtalt første gang i hans bog Labels for Locals.[kilde mangler] Den er ikke ret udbredt og citeres ikke i mange ordbøger.[kilde mangler]
På dansk bruges ordet "indbyggerbetegnelse" om begrebet.

## Danske demonymer
På dansk skrives demonymer ikke med stort begyndelsesbogstav, som på engelsk. Hvis der i toponymet indgår bindestreg eller mellemrum, bortfalder de (New York → newyorker).
Der er udfærdiget ordlister for alle verdens lande som en fællesnordisk liste fra 1973.

### Danske demonymers afledningsendelser
Demonymer kan have mange forskellige suffikser. De erstatter ofte de tilhørende toponymers endelser (eksempelvis Rusland → russer).
- De fleste demonymer ender på -er: Amerika (USA) → amerikaner, Japan → japaner, København → københavner, Bornholm → bornholmer.

- Ofte retter demonymet sig efter befolkningsgruppens sprog, og man får suffikset -sker: Danmark → dansker, Sverige → svensker, Tyskland → tysker.
- Ender det tilhørende toponym på -land, får man ofte suffikset -lænder: England → englænder, Grønland → grønlænder.
- Man ser ofte suffikserne -eser og -ier: Kina → kineser, Malta → malteser, Canada → canadier, Sardinien → sardinier.
- Visse demonymer ender også på -(i)aner og -iser: Peru → peruaner, Århus → århusianer, Portugal → portugiser, Wales → waliser.
- Danske bynavne, der ender på g, får ofte demonymsuffikset -enser: Silkeborg → silkeborgenser, Viborg → viborgenser.

- Undertiden ser man suffikserne -ing og -av: Færøerne → færing, Skåne → skåning, Skandinavien → skandinav, Jugoslavien → jugoslav (eller jugoslaver).
- I få tilfælde forekommer suffikserne -mand og -ak: Norge → nordmand, Frankrig → franskmand, Polen → polak, Slovakiet → slovak.
- Af sjældne suffikser kan blandt andet nævnes -at, -it, -ot, -ol, -ard og -et: Asien → asiat, Kroatien → kroat (eller kroater), Moskva → moskovit, Cypern → cypriot, Spanien → spaniol (eller spanier), Mongoliet → mongol, Savoyen → savojard/savoyard, Lissabon → lisboet.
- Når det gælder navne på danske byer og områder ser man ofte suffikset -bo: Fyn → fynbo, Mols → molbo.
- -borger anvendes fx om sovjetborger fra Sovjetunionen, da sovjet(ter) er råd (forsamling).
- Endvidere er der visse demonymer uden for kategori: Jylland → jyde, Finland → finne, Skotland → skotte, Thailand → thai (eller thailænder).

Bemærk at demonymer undertiden også er kønsbestemte. Således er der eksempelvis to demonymer tilhørende Romerriget, hvor mændene kaldes romere og kvinderne romerinder, og England, hvor kvinderne hændelsesvis omtales englænderinder.